# Берардинелли, Клеонис
Клеонис Сероа да Мота Берардинелли (порт. Cleonice Seroa da Mota Berardinelli, в старом написании Cleonice Serôa da Motta Berardinelli, 28 августа 1916, Рио-де-Жанейро — 31 января 2023) — профессор университета, специалист по португальской литературе. Она была членом Бразильской академии литературы дольше всех после смерти Эваристу Мораеса Филью.

## Биография
Она окончила Университет Сан-Паулу по специальности «неолатинская литература» (1938) и была профессором Федерального университета Рио-де-Жанейро (1959), защитив диссертацию под названием «Поэзия и поэтика Фернандо Пессоа».
Специалист по Камоэнсу и Фернандо Пессоа, она была почётным профессором Федерального университета Рио-де-Жанейро и Папского католического университета Рио-де-Жанейро, исследователем 1-C Национального совета по научному и технологическому развитию, специальным консультантом Координационного центра по совершенствованию кадров в сфере высшего образования (CAPES) и специальным консультантом Фонда поддержки исследований Карлоса Шагаса Фильо в штате Рио-де-Жанейро.
21 сентября 1966 года она стала кавалером португальского ордена Инфанта дона Энрике. 8 июня 2016 года награждена Большим крестом того же ордена.
С 27 ноября 1975 года была академическим корреспондентом от Бразилии в Лиссабонской академии наук по классу литературы.
26 ноября 1987 года она стала командором португальского ордена Сантьяго. 21 июля 2006 года была награждена Большим крестом того же ордена.
16 декабря 2009 года она была избрана на кафедру номер 8 Бразильской академии литературы.
Умерла 31 января 2023 года в возрасте 106 лет в Рио-де-Жанейро.

## Избранные труды
- Estudos camonianos. Rio de Janeiro, Nova Fronteira, ed. revista e ampliada, 2000 (edição original: Rio de Janeiro, MEC - Departamento de Assuntos Culturais, 1973, com prefácio de Maximiano de Carvalho e Silva).
- Obras em prosa: Fernando Pessoa. Organização, introdução e notas de Cleonice Berardinelli. Rio de Janeiro, Nova Aguilar, 1986.
- A passagem das horas de Álvaro de Campos. Edição crítica de Cleonice Berardinelli. Nota prévia de Ivo Castro. Lisboa, Imprensa Nacional-Casa da Moeda, 1988.
- Poemas de Álvaro de Campos. Edição crítica de Cleonice Berardinelli. Lisboa, Imprensa Nacional-Casa da Moeda, 1990.
- Fernando Pessoa: outra vez te revejo... Rio de Janeiro, Lacerda, 2004.
- Fernando Pessoa: antologia poética, Editora Casa da Palavra, 2012.